# Ursiderna

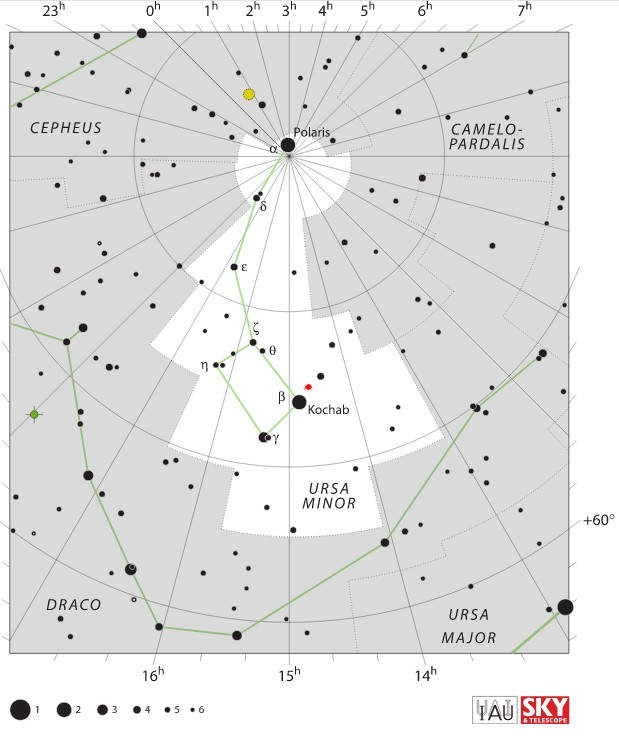
Radianten för Ursiderna 2018 enligt popastro.com. Radianten är den röda punkten intill Beta Ursae Minoris.

Ursiderna är en meteorsvärm i december varje år som uppträder ungefär den 17 december och pågår en vecka framåt. Ursidernas radiant är belägen nära Beta Ursae Minoris i stjärnbilden Lilla björnen, därav namnet.

## Historik
Ursiderna upptäcktes av allt att döma av den brittiske amatörastronomen William Frederick Denning som observerade meteorsvärmen under åtskilliga år i början av 1900-talet. Sedan kom en period av endast sporadiska observationer innan den tjeckoslovakiske astronomen Antonín Bečvář 1945 observerade när meteorsvärmen hade ett högsta antal meteorer per timme, ZHRmax av 169 st. Ytterligare observationer på 1970-talet och framåt har visat att Ursiderna är förbunden med banan för Tuttles komet (8P/Tuttle).

## Beskrivning
Ursiderna är huvudsakligen aktiva mellan 17 och 25 december, med maximum 22-23 december. ZHRmax är vanligtvis ungefär 10 st. För en observatör i Nordeuropa är meteorsvärmen möjlig att observera hela nätterna eftersom radianten ligger högt på den norra stjärnhimlen. 
Ursiderna är en smalspårig meteorsvärm, som fått den rutinerade meteorobservatören Norman W. McLeod att jämföra den med Kvadrantiderna. Det är enbart i närheten av maximum, 22-23 december, som det finns egentliga förutsättningar att upptäcka svärmen.